# Afera z Ibizy
Afera z Ibizy (niem. Ibiza-Affäre, ang. Ibiza-gate) – skandal polityczny, w wyniku którego doszło do wotum nieufności wobec rządu Sebastiana Kurza. Było to pierwsze udane wotum nieufności we współczesnej historii Austrii.
Skandal wywołało opublikowanie 17 maja 2019 nagrania video, którego wykonanie zlecił irański prawnik Ramin Mirfakhrai (per. رامین میرفخرایی). Na nagraniu uwiecznione zostało spotkanie polityków Wolnościowej Partia Austrii (FPÖ) Heinza Strache z Johannem Gudenusem, do którego doszło w lipcu 2017 roku na Ibizie, podczas którego politycy omawiali nielegalne praktyki i zamiary swojej partii. W spotkaniu uczestniczyła dziennikarka, która przedstawiła się jako Alyona Makarova, córka Igora Makarova. Zaoferowała ona politykom pomoc w nadchodzących wyborach w zamian za zaoferowanie jej kontraktów rządowych. Strache i Gudenus wspominali także o skorumpowanych praktykach politycznych angażujących innych zamożnych darczyńców FPÖ. Strache zaproponował również, żeby kobieta przekazała FPÖ pieniądze za pomocą stowarzyszenia partyjnego, co sprawiłoby, że FPÖ łatwiej mogłoby ukryć tę dotację przed administracją skarbową.
W wyniku skandalu 18 maja 2019 doszło do rozpadu koalicji Austriackiej Partii Ludowej i Wolnościowej Partii Austrii, co spowodowało wydalenie z rządu wszystkich ministrów FPÖ oraz rozpisanie wcześniejszych wyborów na dzień 29 września 2019. 27 maja w Radzie Narodowej odbyło się głosowanie nad wotum nieufności, w wyniku którego Sebastian Kurz, ówczesny Kanclerz Austrii, wraz z rządem zostali odwołani ze stanowisk.
28 maja Prezydent Austrii Alexander Van der Bellen powołał na stanowisko p.o. Kanclerza ówczesną Prezes Trybunału Konstytucyjnego Brigitte Bierlein. 3 czerwca został zaprzysiężony jej technokratyczny gabinet, który urzędował do 7 stycznia 2020. Na stanowisku Kanclerza zastąpił ją ponownie Sebastian Kurz, którego partia utworzyła koalicję z Partią Zielonych po zwycięstwie w wyborach we wrześniu 2019 roku.

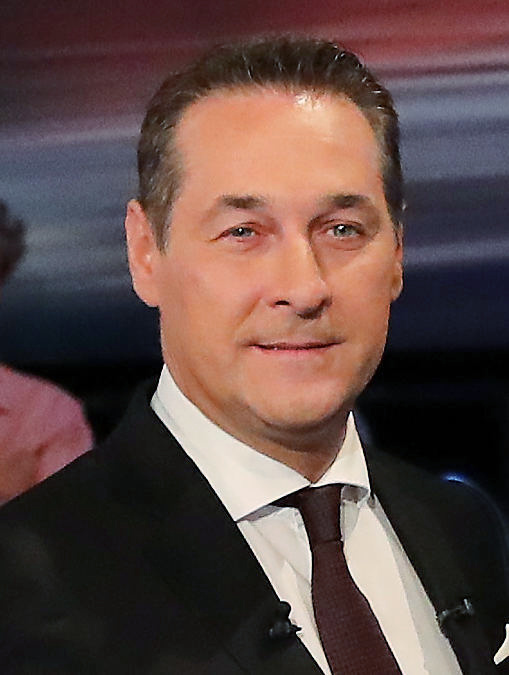
Heinz-Christian Strache – ówczesny Wicekanclerz Austrii (FPÖ)
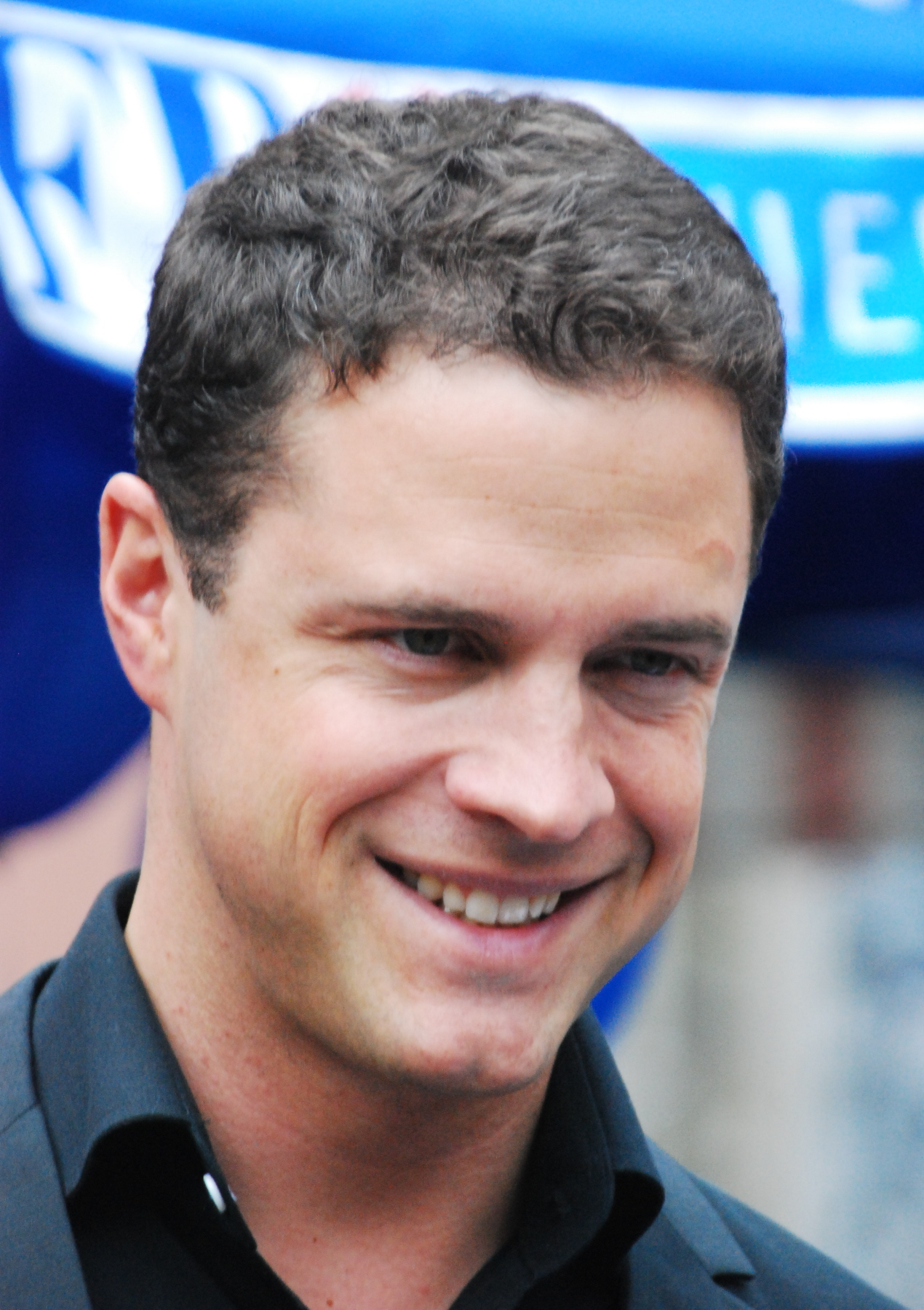
Johann Gudenus – ówczesny wiceprzewodniczący FPÖ
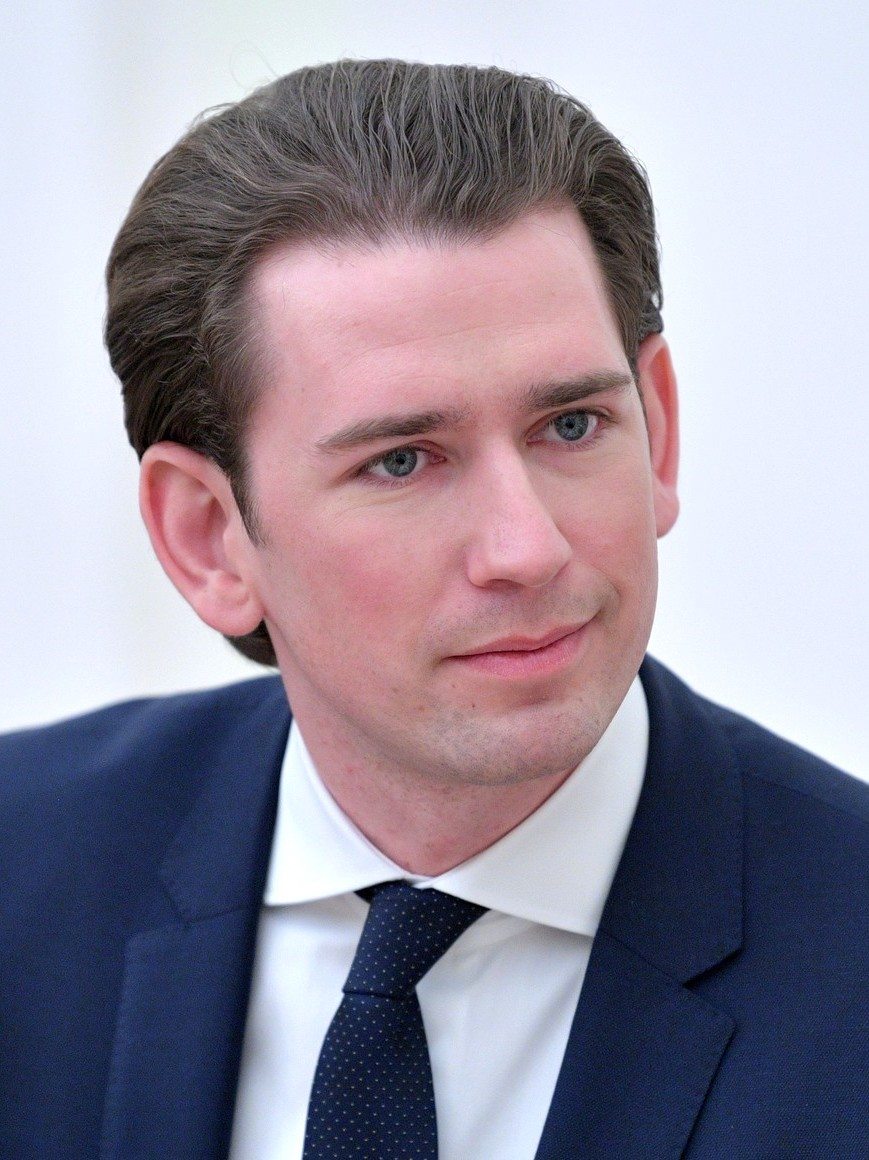
Sebastian Kurz – ówczesny Kanclerz Austrii (ÖVP), odwołany w wyniku skandalu
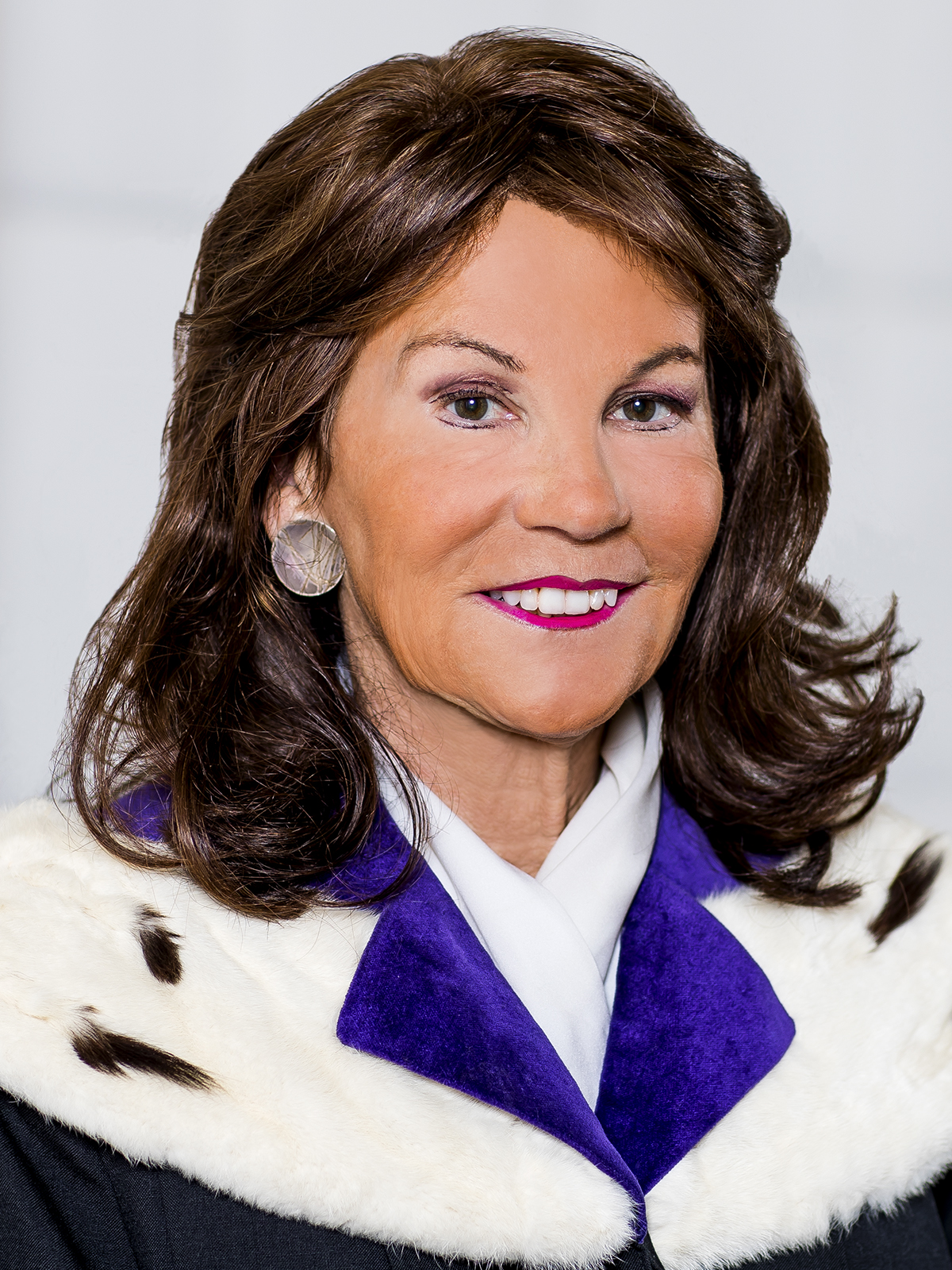
Brigitte Bierlein – p.o. Kanclerza Austrii po odwołaniu ze stanowiska Sebastiana Kurza